# ابرمرد سینما
ابر مرد سینما فیلمی به کارگردانی و تهیه‌کنندگی نادر طریقت محصول سال ۱۴۰۲ است.این اثر دومین فیلمی از ناصر ملک‌مطیعی بعد از انقلاب می باشد که بعد از توقیف فیلم برزخی ها روی پرده سینما رفته است.

## با حضور
- نصرت‌الله وحدت
- سعید مطلبی
- مسعود کیمیایی
- پوری بنایی
- همایون
- فرانک میرقهاری
- داریوش اسدزاده
- جلال پیشوائیان
- حسن شریفی
- علی عطشانی

## داستان فیلم مستند
این فیلم مستند دربارهٔ بازیگر سینمای ایران، ناصر ملک‌مطیعی می‌باشد که شامل گفت‌وگوی کارگردان با این بازیگر و هنرمندانی که با وی همکاری کرده بودند، ساخته شده است.